# Gajevi (Gradačac)
Pour les articles homonymes, voir Gajevi.
Gajevi (en serbe cyrillique : Доњи Гајеви) est un village de Bosnie-Herzégovine. Il est situé dans la municipalité de Gradačac, dans le canton de Tuzla et dans la fédération de Bosnie-et-Herzégovine. Selon les premiers résultats du recensement bosnien de 2013, il compte 26 habitants.
Avant 1991, le village était rattaché à la localité de Gornja Slatina ; depuis 1991, il est recensé comme une entité administrative à part entière. Avant la guerre de Bosnie-Herzégovine, il faisait entièrement partie de la municipalité de Šamac (Bosanski Šamac) ; après la guerre, une portion de son territoire a été rattachée à la municipalité de Gradačac, intégrée à la fédération de Bosnie-et-Herzégovine.

## Démographie

### Évolution historique de la population
| 1948 | 1953 | 1961 | 1971 | 1981 | 1991 | 2013 |
| ---- | ---- | ---- | ---- | ---- | ---- | ---- |
| -    | -    | -    | -    | -    | 626  | 26   |

|  |